# Primula bellidifolia
Primula bellidifolia är en viveväxtart. Primula bellidifolia ingår i släktet vivor, och familjen viveväxter. Utöver nominatformen finns också underarten P. b. hyacinthina.

## Bildgalleri

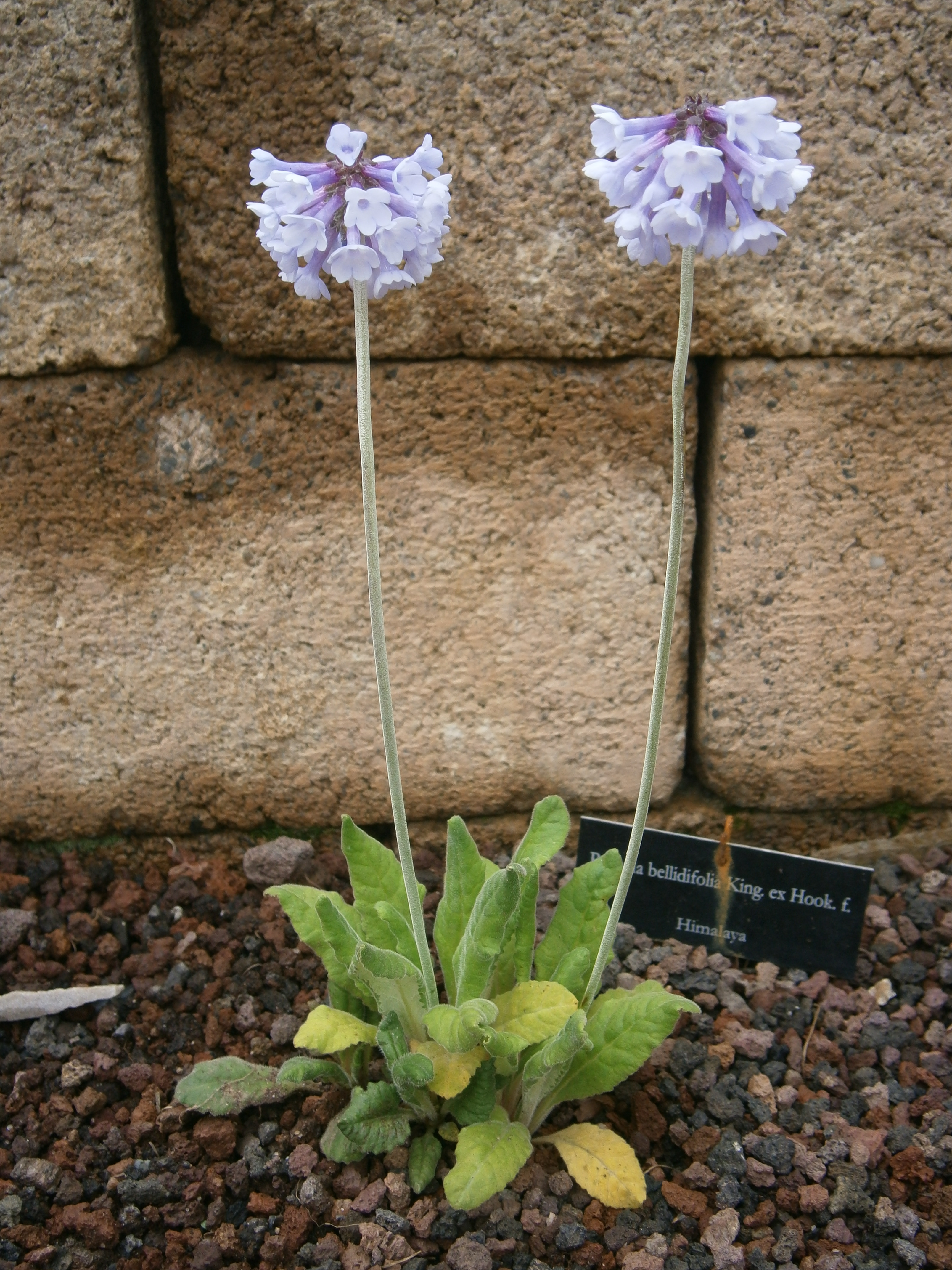
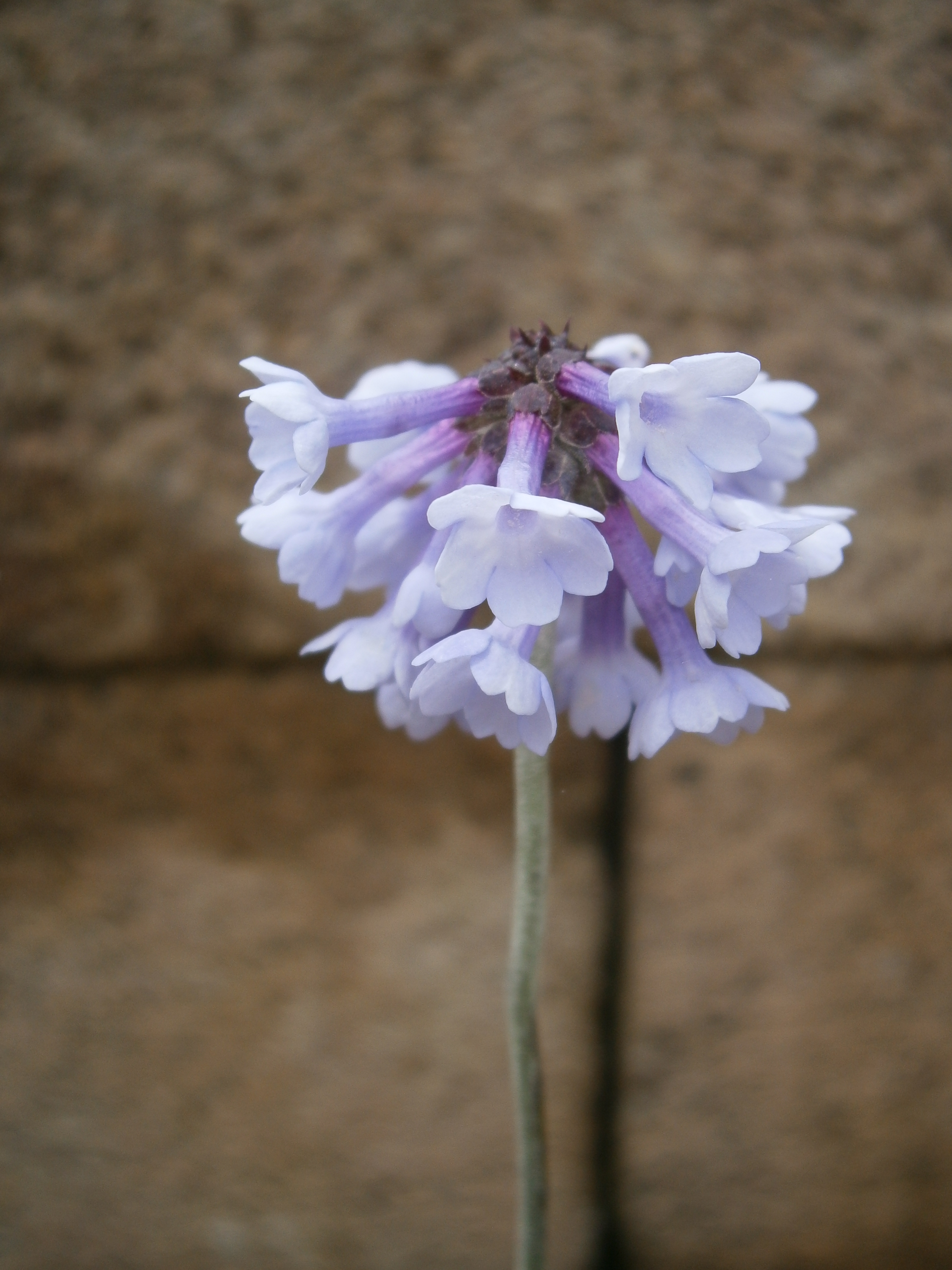